# Palawanomys furvus
Palawanomys furvus é uma espécie de roedor da família Muridae. É a única espécie do género Palawanomys.
Apenas pode ser encontrada nas Filipinas.